# مارتا لیک (واشینگتن)
مارتا لیک (به انگلیسی: Martha Lake) یک منطقهٔ مسکونی در ایالات متحده آمریکا است که در شهرستان اسنوهومیش، واشینگتن واقع شده‌است. مارتا لیک ۱۲٫۵ کیلومتر مربع مساحت و ۱۵٬۴۷۳ نفر جمعیت دارد و ۱۴۳ متر بالاتر از سطح دریا واقع شده‌است.